# ایقربلاغ
روستای سرچشمه (ایقربلاغ)، روستایی بسیار سرسبز و خوش آب و هوا با جاذبه‌های گردشگری و همچنین چشمه‌های آب زلال فراوان از توابع بخش مرکزی شهرستان ساوجبلاغ در استان البرز ایران است.
قدمت روستای اِیقَربُلاغٍ به ۴۰۰۰ سال پیش از میلاد می‌رسد. این روستا از سمت شمال به شهرک جهان ویلا و راه‌آهن تهران-تبریز و جاده کرج-قزوین، از جانب شرق به روستای سعید آباد، از جنوب به روستاهای نمکلان، اسماعیل‌آباد و از طرف غرب به روستاهای قاسم‌آباد کوچک و بزرگ محدود می‌شود.
فاصله تا جاده اصلی کرج - قزوین حدود ۴ کیلومتر می‌باشد.
یکی از خوش آب و هواترین روستاهای اطراف البرز می‌باشد که آب و هوای این روستای زیبا و سرسبز در فصل زمستان سرد و همراه با بارش برف و باران فراوان است و در فصول گرم هوایی معتدل دارد. ایقربلاغ از منظر زمین‌شناسی به صورت دشت و زمین‌های مسطح و هموار است و محصولات کشاورزی مختلفی مانند جو، گندم، صیفی جات، ذرت، سیب، هلو، شلیل، گلابی، آلو، گردو و آلبالو و… در آن کشت می‌شود.
از زیبایی‌های این روستا، خیابان چناران است که با داشتن درختان چنار در دو سوی خیابان از انتهای روستا تا وسط باغ بزرگی به وسعت ۱۲ هکتاری منظره ای زیبا و بهشتی فوق‌العاده ای به سبک خیابان ولیعصر تهران ایجاد کرده‌اند. در دو سوی جاده و زیر درختان چنار آب زلال و گوارایی جاری است که این جذابیت در دوره گرما موجب جذب مسافران و گردشگران بسیاری به این منطقه می‌شود. درختان زیبای روستا در سال ۱۳۱۷ به دستور ارباب وقت آن زمان کاشته شده و امروزه بیش از ۶۵۰ اصل درخت چنار در روستا دیده می‌شود.
روستای ایقربلاغ هم‌اکنون دارای امکانات کامل فرهنگی، ورزشی و رفاهی جهت سکونت دائم می‌باشد.
max , kaka

## جمعیت
این روستا در دهستان سعیدآباد قرار دارد و براساس سرشماری مرکز آمار ایران در سال ۱۳۸۵، جمعیت آن ۱٬۰۴۵ نفر (۲۶۳خانوار) بوده است.